# Szef Sztabu Generalnego Wojska Polskiego
Szef Sztabu Generalnego Wojska Polskiego – organ pomocniczy Prezydenta Rzeczypospolitej Polskiej w procesie kierowania obroną państwa, podlegający bezpośrednio Ministrowi Obrony Narodowej, który przy jego pomocy kieruje działalnością rodzajów Sił Zbrojnych. Szef Sztabu Generalnego WP wykonuje swoje zadania przy pomocy Sztabu Generalnego Wojska Polskiego, wchodzącego w skład Ministerstwa Obrony Narodowej. Jest to najwyższe stanowisko służbowe dowódcy w Siłach Zbrojnych Rzeczypospolitej Polskiej, przewidziane do obsadzenia przez żołnierza zawodowego w stopniu generała, a osoba je zajmująca dowodzi Siłami Zbrojnymi do momentu ewentualnego mianowania na w czas wojny Naczelnego Dowódcy Sił Zbrojnych i zarazem zwyczajowo jest przez Prezydenta RP wskazywana oficjalnie jako kandydat przewidziany na to stanowisko.

## Zadania
Szef Sztabu Generalnego jest organem, którego zadania, obowiązki i uprawnienia zostały określone w niżej wymienionych aktach prawnych:
- art. 134 ust. 3 Konstytucji Rzeczypospolitej Polskiej z dnia 2 kwietnia 1997 r.[5],
- ustawie z dnia 14 grudnia 1995 r. o urzędzie Ministra Obrony Narodowej[6],
- ustawie z dnia 11 marca 2022 roku o obronie Ojczyzny[7].

Do zakresu działania Szefa Sztabu Generalnego Wojska Polskiego należy:
- dowodzenie Siłami Zbrojnymi, z wyłączeniem Wojsk Obrony Terytorialnej - do czasu osiągnięcia pełnej zdolności do działania przez Wojska Obrony Terytorialnej;
- planowanie strategicznego użycia Sił Zbrojnych;
- planowanie organizacji i funkcjonowania wojennego systemu dowodzenia Siłami Zbrojnymi;
- planowanie i organizowanie mobilizacyjnego i strategicznego rozwinięcia Sił Zbrojnych;
- przygotowanie i wyszkolenie Sił Zbrojnych na potrzeby obrony państwa oraz udziału w działaniach poza granicami państwa;
- określenie celów i głównych kierunków w zakresie działalności operacyjnej i szkoleniowej Sił Zbrojnych;
- zapewnienie utrzymania w Siłach Zbrojnych gotowości mobilizacyjnej i bojowej;
- programowanie wieloletniego rozwoju Sił Zbrojnych;
- programowanie rzeczowo-finansowe w Siłach Zbrojnych oraz udział w planowaniu wydatków rzeczowo-finansowych;
- planowanie i koordynowanie systemu logistycznego Sił Zbrojnych;
- reprezentowanie Sił Zbrojnych w najwyższych kolegialnych organach wojskowych organizacji międzynarodowych, których Rzeczpospolita Polska jest członkiem;
- doradzanie Ministrowi Obrony Narodowej, sekretarzom stanu oraz podsekretarzom stanu w Ministerstwie w sprawach dotyczących ogólnej i operacyjnej działalności Sił Zbrojnych;
- przygotowanie i utrzymanie stanowisk kierowania w rejonach rozwinięcia zapasowych stanowisk kierowania obroną państwa dla Prezydenta Rzeczypospolitej Polskiej, Prezesa Rady Ministrów oraz ministrów i centralnych organów administracji rządowej wskazanych przez Prezesa Rady Ministrów;
- ochrona obiektów i urządzeń o szczególnym znaczeniu oraz zapewnienie ich funkcjonowania

## Szefowie SG WP
Szefowie Inspektoratu Wyszkolenia Polskiej Siły Zbrojnej Królestwa Polskiego
- gen. piech. Felix von Barth (23 kwietnia 1917 – 19 października 1918)
- płk Henryk Minkiewicz (19 października – 29 października 1918)

Szef Sztabu Wojsk Polskich Królestwa Polskiego (Regencyjnego)
- gen. ppor. Tadeusz Rozwadowski (28 października – 14 listopada 1918)[9]

Szefowie Sztabu Generalnego Wojska Polskiego w II Rzeczypospolitej
- gen. ppor. Tadeusz Rozwadowski (14 listopada – 15 listopada 1918)
- gen. por. Stanisław Szeptycki (16 listopada 1918 – 7 lutego 1919)
- gen. ppor. Stanisław Haller (8 lutego 1919 – 22 lipca 1920)
- gen. por. Tadeusz Rozwadowski (22 lipca 1920 – 1 kwietnia 1921)
- gen. dyw. Władysław Sikorski (1 kwietnia 1921 – 16 grudnia 1922)
- marszałek Polski Józef Piłsudski (17 grudnia 1922 – 9 czerwca 1923)
- gen. dyw. Stanisław Haller (9 czerwca 1923 – 16 grudnia 1925)
- gen. bryg. Edmund Kessler (16 grudnia 1925 – 12 maja 1926)
- gen. dyw. Stanisław Haller (12 maja 1926 – 15 maja 1926)
- gen. bryg. Stanisław Burhardt-Bukacki (17 maja 1926 – 28 czerwca 1926)
- gen. dyw. Tadeusz Piskor (19 czerwca 1926[10] – 22 grudnia 1928)

Szefowie Sztabu Głównego Wojska Polskiego w II Rzeczypospolitej
- gen. dyw. Tadeusz Piskor (22 grudnia 1928 – 3 grudnia 1931[11])
- gen. bryg. Janusz Gąsiorowski (3 grudnia 1931 – 5 czerwca 1935)[12]
- gen. bryg. Wacław Stachiewicz (5 czerwca 1935 – 18 września 1939)

Szefowie Sztabu Naczelnego Wodza podczas II wojny światowej
- płk Aleksander Kędzior (7 listopada 1939 – 5 czerwca 1940)
- gen. bryg. Tadeusz Klimecki (czerwiec 1940 – 4 lipca 1943)
- gen. dyw. Stanisław Kopański (21 lipca 1943 – 3 września 1946)

Szefowie Sztabu Głównego Polskich Sił Zbrojnych
- płk dypl. Roman Władysław Szymański (1958)

Szefowie Sztabu Głównego Naczelnego Dowództwa Wojska Polskiego
- płk Marian Spychalski (22 lipca – 1 września 1944)
- gen. bryg. Władysław Korczyc (1 września – 4 października 1944)
- gen. bryg. Bronisław Półturzycki (4 października – 7 października 1944)
- gen. bryg. Bolesław Zarako-Zarakowski (7 października – 31 grudnia 1944)
- p.o. gen. bryg. Jan Jośkiewicz (w zastępstwie gen. B. Zarako-Zarakowskiego)
- gen. broni Władysław Korczyc (1 stycznia – 9 maja 1945)

Szefowie Sztabu Generalnego Wojska Polskiego w okresie Polski Ludowej
- gen. broni Władysław Korczyc (9 maja 1945 – 18 stycznia 1954)
- gen. broni Borys Pigarewicz (cz.p.o. 1952-1954)
- gen. broni Jerzy Bordziłowski (23 marca 1954 – 6 lutego 1965)
- gen. dyw. Wojciech Jaruzelski (6 stycznia 1965 – 10 kwietnia 1968)
- gen. dyw. Bolesław Chocha (11 kwietnia 1968 – 11 stycznia 1973)
- gen. broni Florian Siwicki (12 stycznia 1973 – 21 listopada 1983)
- gen. broni Józef Użycki (22 listopada 1983 – 31 grudnia 1989)

Szefowie Sztabu Generalnego Wojska Polskiego w III Rzeczypospolitej
- gen. broni Józef Użycki (1 stycznia 1990 – 24 września 1990)
- gen. dyw. dr inż. Zdzisław Stelmaszuk (25 września 1990 – 4 sierpnia 1992)
- gen. broni Tadeusz Wilecki (5 sierpnia 1992 – 9 marca 1997)
- gen. broni Henryk Szumski (10 marca 1997 – 29 września 2000)
- generał Czesław Piątas (30 września 2000 – 31 stycznia 2006)
- p.o. generał broni Mieczysław Cieniuch (31 stycznia 2006 – 27 lutego 2006)
- generał dr Franciszek Gągor (27 lutego 2006 – 10 kwietnia 2010)
- p.o. generał broni Mieczysław Stachowiak (10 kwietnia 2010 – 7 maja 2010)
- generał Mieczysław Cieniuch (7 maja 2010 – 6 maja 2013)[13]
- generał dr Mieczysław Gocuł (7 maja 2013 – 31 stycznia 2017)[14][15][16]
- generał dr Leszek Surawski (31 stycznia 2017 – 2 lipca 2018)[17][18]
- generał Rajmund Andrzejczak (3 lipca 2018 – 10 października 2023)[19][20][21]
- generał Wiesław Kukuła (10 października 2023 – nadal)[22][23]